# Кротков, Валентин Витальевич
Валентин Витальевич Кро́тков (род. 1 сентября 1991 года, Москва) — российский волейболист, либеро, мастер спорта России.

## Карьера
Начал заниматься волейболом в 1998 году в московской СДЮШОР № 73 под руководством Ольги Вербовой. С 2009 года играл в высшей лиге «А» в составе «Динамо-ЛО» на позиции доигровщика. За четыре сезона провёл за команду из Соснового Бора 171 матч (пятый показатель в истории клуба). В августе 2011 года в составе молодёжной сборной России стал победителем чемпионата мира, проходившего в Бразилии.
В сезоне-2013/14 из-за конфликта с руководством «Динамо-ЛО» не играл, а тренировался в Красноярске в составе «Енисея».
С 2014 года Валентин начал выступать в Суперлиге за «Югру-Самотлор», где переквалифицировался в либеро. В 2016 году перешёл в казанский «Зенит». В его составе в двух сезонах подряд становился обладателем Суперкубка и Кубка России, победителем Лиги чемпионов и чемпионом России, а в декабре 2017 года также завоевал золото клубного чемпионата мира в Польше.
В мае 2021 года вернулся в «Югру-Самотлор», где провёл сезон в качестве капитана и основного либеро команды. В мае 2022 года подписал контракт с «Белогорьем», спустя два сезона вернулся в казанский «Зенит».

## Достижения

### Со сборными
- Чемпион мира среди молодёжных команд (2011).

### В клубной карьере
- Чемпион России (2016/17, 2017/18, 2024/25), серебряный (2018/19, 2019/20) и бронзовый (2023/24) призёр чемпионата России.
- Обладатель Кубка России (2016, 2017, 2018, 2019), финалист (2024) и бронзовый призёр (2025) Кубка России.
- Обладатель Суперкубка России (2016, 2017, 2018, 2020, 2024).
- Победитель Лиги чемпионов (2016/17, 2017/18), финалист Лиги чемпионов (2018/19).
- Победитель клубного чемпионата мира (2017), бронзовый призёр клубного чемпионата мира (2019).

## Личная жизнь
В мае 2016 года женился на Наталье Ходуновой, волейболистке краснодарского «Динамо». Брак продлился 4 года.